# Самойлов, Иван Васильевич
Иван Васильевич Самойлов (1899, Санкт-Петербург — 1963, Москва) — советский гидролог, доктор географических наук (с 1952), профессор географического факультета МГУ и Московского городского педагогического института; почётный работник Морского флота (1946).
Создал очень продуктивное учение об устьях рек, в котором взаимосвязаны процессы, изучаемые потамологией, океанологией и озероведением.

## Биография
Родился в Санкт-Петербурге. В 1927 году окончил Ленинградский институт инженеров водного транспорта.
Занимался изысканиями для составления проектов переустройства существующих и создания новых морских портов.
Участвовал в составлении первого в Советском Союзе капитального труда «Производство портовых технических изысканий» (1928—1932).
С 1940 по 1960 на педагогической работе в московских вузах: доцент и профессор по кафедре физической географии.
Создал в Океанографическом институте Главного управления Гидрометслужбы (ГУГМС) лабораторию морских устьев рек.
Умер в январе 1963 года.

## Учение об устьях рек
И. В. Самойловым выделено пространство, названное устьевой областью, в которое входят нижняя часть долины реки, в пределах которой ощущается влияние замыкающего водоема, дельта и предустьевое взморье, где постепенно прекращается влияние речного потока. Устьевая область, по Самойлову, отличается генетическим единством устьевых процессов и обладает специфическими чертами ландшафта, соответствующими широте места. Устьевая область отличается закономерным развитием всего географического облика акватории и территории.
В 1960—1970-е годы, на основании учения Самойлова, в СССР была создана сеть устьевых станций, проведены комплексные исследования, результатом которых явилась целая серия монографий с описанием устьевых областей ряда крупных рек Советского Союза: Лены (B.C. Антонов), Волги (С. С. Байдин, Н. А. Скришунов), Терека (И. П. Беляев), Дона (Н. А. Родионов), Кубани (А. И. Симонов, В. Т. Богучарсков, А. А. Иванов), Днепра и Южного Буга (М. Н. Костяницын), Амударьи (М. М. Рогов, С. С. Ходкин, С. К. Ревина). В последнее десятилетие XX века крупные монографии об устьях рек были изданы В. Н. Коротаевым (1991) и В. Н. Михайловым (1997, 1998).

## Основные работы
- Самойлов И. В. Устья рек / Отв. ред. член-корр. Академии педагогических наук РСФСР А. И. Соловьёв; Редактор карт Г. Н. Мальчевский; Обложка художника А. А. Столярова. — М.: Географгиз, 1952. — 528 с. — 5000 экз. (в пер.)
- Байдин С. С., Линберг Ф. Н., Самойлов И. В. Гидрология дельты Волги. — Л.: Гидрометеоиздат, 1956.